# Jozo Leutar
Jozo Leutar (Livno, 23. rujna 1953. – Sarajevo, 28. ožujka 1999.), hrvatski bosanskohercegovački političar, zamjenik ministra unutarnjih poslova u Vladi Federacije BiH, jedan od osnivača udruženja Hrvatske zajednice Herceg-Bosne 1997. Leutar je umro od posljedica ranjavanja nakon što je na njega izvršen politički atentat u ožujku 1999.

## Mladost
Leutar je rođen u Livnu u obitelji Ivana i Milice rođ. Perković. Osnovnu školu završio je u Tomislavgradu, a Srednju policijsku školu u Sarajevu. Nakon toga odlazi studirati na Kriminalističkom fakultetu u Zagrebu, a nakon diplomiranja studira politologiju na Fakultetu političkih znanosti u Sarajevu, gdje također diplomira.

## Policijska i politička karijera
Policijsku karijeru Leutar je započeo kao prometni policajac. Kasnije je zaposlen u Službi državne sigurnosti, a sve do 1992. bio je načelnik Sarajevske kriminalne policije. Nakon što se Bosna i Hercegovina izdvojila iz SFR Jugoslavije 1992., Leutar je postao član Hrvatske demokratske zajednice Bosne i Hercegovine. Imenovan je zamjenikom Policijske uprave Travnik te je imenovan zapovjednikom tamošnje brigade Hrvatskog vijeća obrane, mijenjajući Ivicu Stojaka kojeg su ubili mudžahedini. Ujedno je vršio i dužnost predsjednika HDZ-ovog odbora u Sarajevu. Imenovan je načelnikom sektora za poslove policije u Ministarstvu unutarnjih poslova u Vladi Hrvatske Republike Herceg-Bosne, a kasnije je postao pomoćnik za policijske poslove ministra unutarnjih poslova Valentina Ćorića, te poslije i njegov zamjenik.
Nakon uspostavljanja Federacije Bosne i Hercegovine, Leutar je imenovan zamjenikom ministra unutarnjih poslova u Vladi Federacije BiH te radi na objedinjavanju muslimanskog AID-a i hrvatskog SNS-a. Jedan je od utemeljitelja udruženja Hrvatska zajednica Herceg-Bosna, osnovanog u Neumu u svibnju 1997. Član Predsjedništva HDZ-a BiH postao je 1998. Leutar je na općim izborima održanim u rujnu 1998. bio kandidat za Zastupnički dom PS BiH, te je uspio dobiti mandat zajedno s još šest kandidata HDZ-a BiH. Leutar je u Zastupničkom domu PS BiH bio član Povjerenstva za upravna pitanja.

## Ubojstvo
Dok se Leutar 16. ožujka 1999. u službenom automobili vozio na posao, eksplodirala je eksplozivna naprava koja se nalazila u njegovom automobilu u 7:50 ujutro. S njim je u automobilu stradao vozač Željko Ćosić, čije ozljede nisu bile opasne po život, a Leutar je zadobio teške ozljede od kojih nije uspio doći svijesti. Umro u sarajevskoj bolnici Koševo 28. ožujka. Njegovom ubojstvu prethodili su teroristički napadi na travničke policajce u lipnju i srpnju 1998., te jedan neuspjeli teroristički pokušaj u veljači 1999.
Sama istraga o ubojstvu nije davala nikakvih rezultata, unatoč angažmanu voditelja civilne misije UN-a generala Paula Kleina. U istragu su bili angažirani najbolji stručnjaci u zemlji, potop IPTF, a stigli su i stručnjaci iz FBI-a iz SAD-a. Klein je obećao brzu i učinkovitu istragu, a nakon uhićenja Dominika Ilijaševića Come od strane "crnih kapuljača", Klein je obećao skoro privođenje odgovornih najkasnije do općih izbora u studenome 2000. Štoviše, Klein je za Leutarovo ubojstvo okrivio hrvatsko političko vodstvo.
Hrvatski dužnosnici na svim razinama vlasti nisu bili obavještavani o akcijama MUP-a oko istrage ubojstva Leutara. U sklopu istrage bio je uhićen i Zoran Bašić, kao i Leutarov vozač Ćosić koji je bio optužen za izvršavanje atentata, dok je Como prvotno bio uhićen zbog osnovane sumnje da je počinio ratni zločin, no kasnije mu je optužnica prekvalificirana te je bio optužen, zajedno s Bašićem i Ćosićem, za izvođenje djela terorizma. Sarajevski mediji, RTV BiH i Dnevni avaz događanja oko istrage okarakterizirali su kao obračun "hrvatskih ekstremista" s Leutarom koji se protivio kriminalu i podržavao Federaciju BiH. Međutim, prešućivana je činjenica da se Leutar protivio AID-u, bošnjačkoj obavještajnoj službi i da se zalagao za ravnopravnost Hrvata na svim razinama unutar Federacije BiH.
Štoviše, Leutar je stalno bio pod nadzorom AID-a. Svi njegovi telefonski razgovori bili su prisluškivani, a njegova službena pošta provjeravana, te su ga uvijek pratila dvojica agenata AID-a. U listopadu 2001., RTV Sarajevo emitirao je integralnu snimku snimanu neposredno nakon atentata na Leutara, međutim, ravnatelju Mirsadu Puritvari i glavnom uredniku Senadu Hadžifejzoviću stiglo je naređenje da ne emitiraju sve snimljeno tog dana "u interesu istrage". Na snimkama je vidljivo da su na uviđaj prvo stigli agenti AID-a, koji nisu bili nadležni za istrage terorizma.
Montirani proces protiv Bašića, Ćosića, Come i druge trojice Hrvata počeo je u srpnju 2001. i trajao je do studenog 2002. Osim jednog iskaza zaštićenog svjedoka, Tužiteljstvo nije raspolagalo dokazima za teške optužnice protiv šestorice. Time je pala u vodu teza da su Leutara ubili "hrvatski ekstremisti". Zbog takve situacije, Dragan Čović, hrvatski član Predsjedništva, najavio je reviziju istrage o ubojstvu Leutara. Sarajevska Slobodna Bosna objavila je članak u kojemu je optužila vrh SDA za ubojstvo Leutara.

## Odlikovanja i priznanja
| vrpca   | odlikovanje                      | dan odlikovanja  |
| ------- | -------------------------------- | ---------------- |
|         | Red hrvatskog trolista           | 29. srpnja 1997. |
|         | Spomenica domovinske zahvalnosti | 29. srpnja 1997. |
| izvori: |                                  |                  |